# Lugares comunes - Court central
Lugares comunes - Court central è un DVD degli Inti-Illimani, pubblicato nel 2003 dalla Warner music Chile, che documenta integralmente il concerto da loro tenuto il 13 dicembre 2002 a Santiago del Cile nel Court central (Estadio Nacional) attraverso un filmato di 122 minuti. Al concerto, nel quale presentavano per la prima volta dal vivo le canzoni del disco Lugares comunes e la nuova formazione ampiamente rinnovata, parteciparono anche Max Berrú, uno dei fondatori del gruppo, e il cantautore e scrittore cileno Patricio Manns collaboratore di lunga data del gruppo.
All'interno del dvd sono pure presenti un documentario intitolato Tierra aymara (21 minuti) che vede il gruppo partecipare ad una cerimonia tradizionale con la comunità aymara di Cancosa, ed un backstage del concerto intitolato Llegando al concierto (26 minuti).
Questo dvd, originariamente in formato NTSC multizona, è stato pubblicato nel 2006 in Italia da Ala Bianca in formato PAL con identico contenuto e l'aggiunta nel libretto delle traduzioni in italiano, curate da Anna Sereni, dei dialoghi contenuti nei filmati.

## Tracce
1. Tarantella - 5:22 (trad. italiano)
2. Un son para Portinari - 4:06 (H.Salinas - N.Guillén)
3. Polo doliente - 6:11 (J.Seves - A.Nazoa)
4. Sensemayá, canto para matar una culebra - 3:10 (H.Salinas - N.Guillén)
5. San Juanito - 5:13 (G.Favre)
6. Tinku - 4:24 (trad. boliviano)
7. Sobre tu playa - 1:47 (M.Meriño - D.Cantillana)
8. A la caza del ñandú - 3:10 (M.Meriño)
9. El surco - 4:06 (C.Granda)
10. Salmo de la rosa verdadera - 5:35 (M.Coulon - A.Nazoa)
11. La partida - 3:03 (V.Jara)
12. Arriba quemando el sol - 6:52 (V.Parra)
13. Mañana quizás - 5:33 (P.López)
14. Q'apac chunchu - 4:52 (trad.peruviano)
15. Tú no te irás - 4:22 (R.Alberti - M.Meriño - D.Cantillana)
16. Malagueña - 4:22 (trad. messicano)
17. Danza di Calaluna - 4:22 (H.Salinas)
18. Cándidos - 4:22 (J.Seves - E.Llona)
19. Los amantes del camino de Taverney - 4:22 (P.Manns)
20. Llegó volando - 4:22 (P.Manns)
21. Vino del mar - 4:22 (P.Manns - M.Meriño)
22. Caro Nino - 4:22 (M.Meriño - D.Cantillana)
23. Mi chiquita/Carnaval - 4:22 (H.Salinas - N.Guillén/trad. boliviano)
24. Samba landó - 4:22 (H.Salinas - P.Manns - J.Seves)
25. Fiesta de San Benito - 4:22 (trad. boliviano)

## Formazione
- Jorge Coulón
- Marcelo Coulon
- Daniel Cantillana
- Horacio Durán
- Juan Flores
- Efren Viera
- Christian González
- Manuel Meriño

## Ospiti
- Max Berrú
- Patricio Manns
- Ernesto Artimex
- David Azán
- Quintetto d'archi: Rodrigo Pozo, Francisco Roa, Alberto Castillo, Cristian Peralta, Marcelo Aedo

### Collaboratori
- Rodrigo Flores: copertina
- Fabio Leoni: regia
- Paolo Maselli: montaggio